# 불가리아 요구르트
불가리아 요구르트(불가리아어: кисело мляко)는 불가리아에서 처음 만들어진 요구르트이자 발효유의 일종이다. 다른 요구르트와 비슷하게 불가리안 요구르트는 미생물을 이용해 우유를 발효시키는 방법으로 만들어지며 이때 사용되는 유산균은 두 종류가 있다. 발효 과정은 요구르트의 온도가 차가워지면 끝난다. 요구르트를 따뜻하게 두었다가 차갑게 하는 방법도 있는데 이런 과정을 거쳐 만들어진 불가리안 요구르트는 신맛이 더욱 강하다.

## 개요
불가리안 요구르트는 발칸반도 지역에서 만들어진 다른 요구르트 제품과 매우 비슷하지만 매우 독특한 맛을 가지고 있다. 이는 불가리아 지역에서 자란 소나 양에게 주어지는 독특한 먹이 때문이다. 독특한 맛을 발생시키는 또다른 이유는 발효 후에 살균 처리를 하지 않는 것이기도 하다.

## 같이 보기
- 요구르트
- 불가리아 요리
- 젖산균